# 川村曄

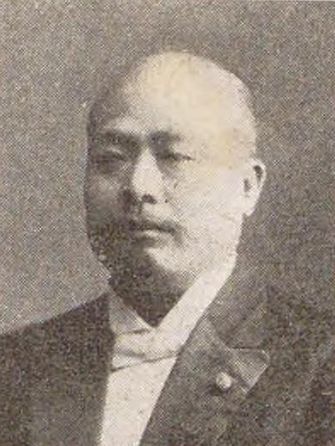
川村曄

川村 曄（かわむら あきら、文久3年5月26日（1863年7月11日） - 大正12年（1923年）8月13日）は、日本の衆議院議員（立憲政友会）。号は経山。

## 経歴
伊勢国安濃郡津（現在の三重県津市）出身。川村弥右衛門の長男として生まれる。漢学やドイツ学を学んだ。1889年（明治22年）より新聞記者や雑誌記者を務めた。
1909年（明治42年）、衆議院補欠選挙で当選。第11回衆議院議員総選挙でも再選された。
その他、立憲政友会院外団理事を務めた。